# Maria Fink
Maria Fink (* 28. Juli 1905 in Hamburg; † unbekannt) war eine deutsche Politikerin (SED), Landtagsabgeordnete und Landrätin.

## Leben
Maria Fink besuchte die Mittelschule und anschließend die Handelsschule. Danach arbeitete sie in verschiedenen Branchen als Kontoristin und Sekretärin. Ab 1929 war sie Mitglied der KPD, der Roten Hilfe und der proletarischen Freidenker. Sie wurde Frauenleiterin im Unterbezirk Berlin-Wedding und war danach bis 1933 politische Instrukteurin. Nach der Machtergreifung 1933 wurde sie mehrmals verhaftet und unter Aufsicht gestellt. 
Nach dem Ende des Zweiten Weltkriegs war sie an der Wiedereinrichtung des Arbeitsamtes in Swinemünde beteiligt. Am 15. September 1945 wurde sie zum Ersten Kreissekretär der KPD gewählt. Sie besuchte von März bis Juni 1946 die Parteihochschule Karl Marx und wurde anschließend politische Instrukteurin des Landesvorstandes der SED in Mecklenburg-Vorpommern. Ende 1946 wurde sie in den Landtag Mecklenburg-Vorpommern gewählt. Anfang 1947 wurde sie Landrätin des Kreises Ueckermünde.